# Nicholas Scoville
Nicholas Zabriskie Scoville (Nova Iorque) é um astrônomo estadunidense. É Professor da Cátedra Francis L. Moseley de Astronomia do Instituto de Tecnologia da Califórnia.
Recebeu a Medalha Bruce de 2017.